# دوري السوبر الألباني 1953
دوري السوبر الألباني 1953 (بالألبانية: Kategoria e Parë 1953‏) هو الموسم 16 من دوري السوبر الألباني. أقيم خلال الفترة 1 فبراير 1953 وحتى 24 مايو 1953، وأشرف على تنظيمه اتحاد ألبانيا لكرة القدم، وكان عدد الأندية المشاركة فيه 19، وفاز فيه دينامو تيرانا.